# Еррол Спенс — Теренс Кроуфорд
Бій Еррол Спенс — Теренс Кроуфорд (англ. Errol Spence vs Terence Crawford) — професійний боксерський поєдинок між чемпіоном IBF, WBA та WBC у напівсередній вазі Ерролом Спенсом та чемпіоном WBO Теренсом Кроуфордом. Бій відбувся 29 липня 2023 року на Ті-Мобіл Арені у Лас-Вегасі (штат Невада, США). Переможцем бою і водночас абсолютним чемпіоном у своїй ваговій категорії став Теренс Кроуфорд, який здолав Еррола Спенса технічним нокаутом.

## Передумови
Еррол Спенс (28-0, 22 KO), перший номер рейтингу The Ring у напівсередній вазі, представляв США на Олімпійських іграх 2012 року в Лондоні. 33-річний уродженець Лонг-Айленду провів шість захистів титулу IBF і здобув титули WBA і WBC. На його рахунку перемоги над Майкі Гарсією (UD 12), Шоном Портером (SD 12), Денні Гарсією (UD 12) та Йорденісом Угасом (TKO 10).
Кроуфорд (39-0, 30 КО) — 2-й номер рейтингу The Ring у напівсередній вазі. Боксер з Небраски здобував титули у 3 вагових категоріях: легкій, першій напівсередній та напівсередній.
З моменту переходу в напівсередню вагу 35-річний Кроуфорд завоював титул WBO і провів шість успішних захистів, серед яких перемоги над Аміром Ханом (TKO 6), Келлом Бруком (TKO 4), Шоном Портером (TKO 10) і над Давидом Аванесяном (KO 6).

## Хід поєдинку
Під час першого раунду Спенс був більш агресивним. Він атакував свого суперника джебами й ударами по корпусу. Кроуфорд лише контратакував.
Еррол також почав 2-й раунд агресивно, намагаючись затиснути «приятеля» в кутку. Проте, після однієї з комбінацій Кроуфорд провів успішну контратаку і Спенс вперше в кар'єрі опинився в нокдауні.
На початку третьої трихвилинки Спенс провів успішку атаку лівим хуком, а також наносив часті джеби й удари по корпусу. Далі домінував на ринзі Теренс. Він атакував уродженця Лонг-Айленда боковими по корпусу та голові та розбив йому обличчя. Еррола перед початком раунду навіть перевіряв лікар, проте той захотів продовжити поєдинок.
У сьомому раунді Теренс ще 2 рази відправив суперника у нокдаун. Спочатку він спіймав Спенса коротким правим аперкотом, а в кінці раунду правим хуком.
У дев'ятому раунді Кроуфорд провів успішну контратаку джебом і пішов на добивання, після чого рефері зупинив бій.